# 황가람 (가수)
황가람(1985년 9월 25일 ~ )은 대한민국의 가수이다.

## 경력
- 2020년 : 그룹 피노키오 멤버

## 방송
- 2023년 MBN 오빠시대
- 2025년 MBN 총백쇼

## 앨범
- 2011년 : Memory
- 2012년 : 다시 만난 우리에게
- 2013년 : 다시 찾아요
- 2015년 : 첫사랑
- 2015년 : Bittersweet
- 2017년 : 수고했어
- 2018년 : 우리동네
- 2018년 : 내 노래
- 2019년 : 태양의 계절
- 2019년 : FTV 조미료
- 2020년 : 우아한 모녀
- 2020년 : 기막힌 유산
- 2020년 : 꽃길만 걸어요
- 2020년 : 아홉 스님
- 2021년 : 벌써 그립다
- 2021년 : 보고 싶어 미치겠다